# Драган Тарлач
Драган Тарлач (серб. Драган Тарлаћ; * 9 травня 1973, Новий Сад) — у минулому сербський професіональний баскетболіст. Виступав за клуби з Сербії, Греції, Іспанії, Росії, провів 1 сезон у НБА. Зріст — 211 см, позиція — центровий.

## Кар'єра
Драгач був обраний на драфті 1995 під 31 номером клубом «Чикаго Буллз». На той момент він виступав у Греції. Тарлач покинув грецький чемпіонат лише влітку 2000, щоб врешті стати гравцем НБА.
У НБА Тарлач провів 43 гри, з них лише 12 він розпочинав не на лаві запасних. Оскільки кар'єра у НБА склалась не надто вдало, то Драган після завершення сезону повернувся у Європу.
У складі збірної Югославії — бронзовий призер першості Європи 1999 та чемпіон Європи 2001.

### Статистика кар'єри в НБА

#### Регулярний сезон
| Сезон   | Команда      | GP | GS | MPG  | FG%  | 3P%  | FT%  | RPG | APG | SPG | BPG | PPG |
| ------- | ------------ | -- | -- | ---- | ---- | ---- | ---- | --- | --- | --- | --- | --- |
| 2000–01 | Чикаго Буллз | 43 | 12 | 13.9 | .394 | .000 | .758 | 2.8 | .7  | .2  | .4  | 2.4 |
| Кар'єра |              | 43 | 12 | 13.9 | .394 | .000 | .758 | 2.8 | .7  | .2  | .4  | 2.4 |